# 岡田英弘
岡田英弘（日语：／ Okada Hidehiro，1931年1月24日—2017年5月25日），日本歷史學家，專長為滿洲、蒙古史。其妻是同為歷史學家的宮脇淳子。

## 生平
- 曉星中學校畢業
- 旧制成蹊高等学校高等科理科乙類畢業
- 1953年 - 東京大學文学部東洋史学科畢業
- 1957年 - 以『満文老档』研究得到第47回日本學士院獎
- 1958年 - 東京大学大学院博士課程滿期退学
- 1959年 - 獲得福布莱特计划資助到華盛頓大學留學（～1961年 ），期間師承尼古拉·尼古拉耶維奇·鮑培[1]。
- 1963年 - 西德波恩大学東洋研究所客員研究員
- 1966年 - 東京外國語大學亞非言語文化研究所助教授
- 1968年 - 華盛頓大學客員教授（～1971年 ）
- 1973年 - 東京外國語大學亞非言語文化研究所教授
- 1993年 - 退休，任原校名誉教授
- 1996年 - 常磐大学国際学部教授（～2000年）
- 1999年 - 印第安纳大学阿爾泰學獎（通称PIAC獎）受賞
- 2002年 - 国際蒙古学会名誉会員
- 2008年 - 蒙古国政府北極星勲章（Altan Gadas odon）受章
- 2017年5月25日，他因心臟衰竭逝世，享年86歲。[2]

## 评价
2015年4月，時任中共中央政治局常委、中央紀委書記王岐山向史丹福大學日裔學者福山说：「去年有機會讀一本岡田英弘的歷史書……他對於蒙古的歷史、對歐洲和中國之間的地區的微觀調查做的很好，對於民族語言學有很深的功底……」